# Pteris platyzomopsis
Pteris platyzomopsis là một loài dương xỉ trong họ Pteridaceae. Loài này được Christenh. & H. Schneid. mô tả khoa học đầu tiên năm 2011.